# Anglosassoni
Gli Anglosassoni furono un insieme di popolazioni che nel primo Medioevo colonizzò la Gran Bretagna fondando l'attuale Inghilterra, e parlavano la lingua inglese antica (nota appunto come anglosassone). Erano coloni germanici, soprattutto Angli, Sassoni e Juti, che nel V secolo arrivarono nell'isola britannica dal continente europeo, principalmente dalle attuali Germania settentrionale, Frisia, e Danimarca. Nel regno che crearono (Inghilterra), la loro cultura sostituì la cultura gallo-romana dei Britanni indigeni dell'isola, i quali vennero spinti a spostarsi verso l'ovest e il nord. Con il tempo le popolazioni anglosassoni si fusero in un unico popolo, che assunse il nome di Inglesi. 
Successive invasioni danesi e normanne apportarono una componente norrena, soprattutto nella zona centro-settentrionale dell'Inghilterra, e fu proprio dal confronto con le invasioni norrene che il popolo inglese uscì compattato in un unitario Regno d'Inghilterra; la loro lingua contemporaneamente evolse nell'inglese medio e poi nell'inglese moderno. Per "periodo anglosassone" negli studi storici si usa identificare quella parte della storia britannica che va dal primo insediamento anglosassone alla conquista normanna.

## Storia ed etimologia
Il termine "Anglosassone" entrò in uso nella letteratura in lingua latina dell'epoca di re Alfredo il Grande, nel IX secolo; in tali scritti il sovrano era indicato con il titolo di rex Anglorum Saxonum o rex Angul-Saxonum. Popolazioni di Germani occidentali erano insediate nella parte sud-orientale della Gran Bretagna, a completamento di un processo avviato sin dal V secolo: a partire da quell'epoca gran parte degli Ingaevones ― praticamente tutti gli Angli e gli Juti e numerose tribù di Sassoni ― si erano stanziati nell'isola.
Con il ritiro del dominio imperiale romano, la Gran Bretagna si era spezzettata in vari regni formati da gruppi di Britanni spesso in lotta tra loro o con i popoli non celtici del nord, e in queste lotte i re e capi locali cominciarono ad ingaggiare milizie germaniche provenienti dal continente; queste occuparono le terre sud-orientali dell'isola spingendo gradualmente le popolazioni celtiche verso nord e ovest. Gli Angli occuparono la parte centrale e orientale dell'antica Britannia, i Sassoni quella del sud, mentre gli Juti, in minor numero, si stanziarono nell'estremo lembo sudorientale corrispondente più o meno all'attuale Kent. Presto tali tribù germaniche sarebbero arrivate a fondersi: già nell'VIII secolo lo storico longobardo Paolo Diacono li indicava collettivamente con il nome di Anglosassoni. La più antica testimonianza della loro lingua, l'inglese antico, è il poema epico Beowulf, risale al VII secolo
Già agli inizi dell'VIII secolo, nella sua Historia ecclesiastica gentis Anglorum San Beda il Venerabile (I.15) suggerisce che
- i regni dell'Anglia Orientale, della Mercia e della Northumbria appartenevano agli Angli, che traggono il loro nome dalla penisola di Anglia, nell'odierno Schleswig-Holstein (Germania).
- i regni dell'Essex, del Sussex e del Wessex erano abitati da Sassoni, che provenivano dall'Antica Sassonia.
- il regno del Kent e l'Hampshire meridionale erano abitati da tribù di Juti.

Comunque, altri scrittori antichi non sembrano conoscere queste precise distinzioni, e del resto l'utilizzo nel titolo della sua opera del termine gentis Anglorum farebbe pensare che gli Anglosassoni furono pensati in questi termini almeno sin dall'VIII secolo. Pare che fu proprio Paolo Diacono a coniare il termine composto Angli Saxones o Saxones Angli per distinguerli dai Sassoni rimasti sul continente, laddove nello stesso periodo, nella stessa Inghilterra veniva sempre più utilizzato il termine Angelcyn per indicare tutta la popolazione germanica dell'isola, ed Englisc per la loro lingua.

### Dibattito sul loro imporsi in Britannia
San Beda il Venerabile identifica gli Anglosassoni come discendenti delle tribù degli Juti, degli Angli e dei Sassoni, provenienti dalle coste della Germania settentrionale e della Danimarca. Il loro stanziamento definitivo nella Gran Bretagna avvenne tra gli anni 441 e 443, tra il V ed il VI secolo d.C. Questi popoli si organizzarono politicamente in una "Eptarchia", ossia un insieme di sette regni (Anglia Orientale, Mercia, Northumbria, Essex, Sussex, Wessex, e Kent), che in seguito si fusero in un unico Regno d'Inghilterra. Sant'Agostino di Canterbury, inviato da papa Gregorio Magno, ne avviò la conversione al cristianesimo.
A lungo è stato discusso se questi popoli, giunti in Britannia, avessero spazzato via le popolazioni dei Britanni che vi trovarono in una migrazione violenta, oppure se si fusero con tali popolazioni pre-esistenti in maniera pressoché pacifica. Sicuramente ne misero in fuga la maggior parte verso l'Irlanda, il Galles, la Cornovaglia, e la Bretagna. Si è discusso anche relativamente al numero di elementi di ceppo germanico già presenti nell'isola prima del ritiro dei Romani dall'isola, che potrebbero aver facilitato la migrazione. È certo che la migrazione anglosassone non fu una mera occupazione militare da parte di avventurieri (come lo fu la migrazione dei Franchi in Gallia), ma una vera e propria colonizzazione con la quale a spostarsi furono intere tribù costituite da famiglie e rette da una nobiltà di sangue e forme di governo monarchiche. Questo è stato confermato anche dagli studi di genetica delle popolazioni, e dal fatto che in Inghilterra poté imporsi in maniera pressoché totale una lingua germanica, l'inglese, priva di influenze celtiche e latine.

## Arte anglosassone
L'arte degli Anglosassoni non era particolarmente diversa da quella degli altri popoli germanici che avevano invaso il continente Europeo; le sue tecniche erano specialmente quelle della lavorazione del metallo e degli smalti cloisonnés, le opere erano principalmente gioielli, spille, fibule, fibbie, armi ornate, e altri oggetti come testimonia lo stupendo tesoro funerario di Sutton Hoo, ora al British Museum di Londra. Lo stabilirsi di una fitta rete di collegamenti tra sedi monastiche in seguito alla seconda evangelizzazione (secoli VI-VII) e l'affermarsi dei solidi regni locali di Northumbria, Mercia e Wessex portarono a una notevole fioritura artistica e a un organico riprendersi dei contatti con il continente.

## Uso contemporaneo del termine
Nel lessico contemporaneo, con anglosassoni si indicano collettivamente le popolazioni di lingua inglese del Regno Unito, dell'America settentrionale, dell'Australia e della Nuova Zelanda, conseguenza dell'espansione coloniale britannica.